# ボララス・ブリジッタエ
ボララス・ブリジッタエ（boraras brigittae）とは、コイ目コイ科ボララス属に属する魚である。
生息地は東南アジアのボルネオ島南部で、体長は15 - 20 mmほど。
以前はラスボラ属として分類されていたが、1993年に他5種とともに新属ボララス属に分類された。「ボララス」は「ラスボラ」の前後の音節を入れ替えたアクロニムであるが、ボララス属がラスボラ属に比べて腹椎と尾椎の比率が逆になっていることに由来している。
また、種名の「ブリジッタエ」は、命名者の妻の名に由来している。
同属であるメラーやウロフタルマと酷似しており、混同されやすい。ブリジッタエは比較的に、体側の紺色の斑文が尻ビレに向かって帯状に伸びていて、尻ビレの上下の縁がオレンジ色であり、全体が若干赤みが強く、シャープな体つきをしている
絶滅が危惧されているわけではないが、ゴムやパーム油のプランテーションによって生息地は徐々に減っている。

## 水槽での飼育
その特徴的な魅力から、観賞魚として世界中で親しまれている。特に小型美魚の愛好家からナノフィッシュの愛称で呼ばれ、人気がある。
少なくとも10匹以上で、60 cm以上の水槽で飼うと、規律のとれた群れを形成する。また、成熟期のオスは全体が赤く染まり、その極めて小さな体にもかかわらず、水槽内での存在感は大きく、水草水槽によく映える。非常に小さく、臆病な魚なので、混泳には注意が必要である。

## 繁殖
水槽での飼育においても、状態良く飼い込めば、繁殖が可能である。pH4 - 5ほどの弱酸性のブラックウォーターで、硬度18ppmほどの軟水、水温は25度程度が望ましい。ピートモスをしいた15 Lほどの水槽に、雨水やRO水を入れてエアレーションフィルターを回し、濁りをとるとよい。また、流れは緩やかで、明かりは薄暗く、あまり物音が立たない環境なのが望ましい。
成熟したメスは腹が丸くなり、抱卵しているとわかる。オスはメスより若干小さく、細い体つきである。オスはメスを追いかけるようになり、早朝に産卵が行われる。多くの小型コイ科の魚と同様に、ばらまき型の産卵をする。うまくいけば毎朝継続的に数個の卵を産みおとし、卵は24時間以内に孵化するため、日毎に数匹の稚魚が孵化するようになる。親は卵の世話を一切せず、餌として認識するが、積極的に捕食するわけでもない。そのため、ウィローモスをいっぱいに茂らせて放っておくだけでも、数匹の稚魚が生き残る。
完全に親の捕食を防ぐには、隔離する必要がある。メッシュ状のシートを水槽の下部に設置する方法や、卵をピペットで吸い取り隔離する方法がある。卵は非常に小さいが、目を凝らせば肉眼で確認できる。
生まれた稚魚は24時間はヨークサックを通じて栄養を得ることができる。餌としては、生後すぐはゾウリムシを与え、ある程度大きくなったらブラインシュリンプを与える